# 岩手東海新聞
『岩手東海新聞』（いわてとうかいしんぶん）は、かつて岩手県釜石市を拠点に釜石市、宮古市、上閉伊郡大槌町、下閉伊郡山田町をエリアとして発行されていた日刊地域紙。東日本大震災に際して津波被害を受け、事実上の廃刊に追い込まれた。廃刊前の発行部数は1万4000部とされていた。

## 概要
1948年創刊。毎日夕刊・4ページ立てで発行されていた。
大船渡市で発行されている東海新報と紙名が似ているが本紙との間に資本・業務などの関係は存在しない。

### 東日本大震災で被災
2011年3月11日、東日本大震災の津波により、社員19人のうち記者2人が死亡し、輪転機も水没して発行できなくなった。多くの読者宅も津波で流されるなど被災し、収入源が断たれたため、3月29日付で全社員が解雇された。県域の地元紙である岩手日報の同年4月15日付に「発行に向け鋭意努力する」という内容の広告を掲載し、地元民に再発行を約束した。
地震後、釜石市の大渡川河口へ取材に行った記者が津波に巻き込まれたが、奇跡的に軽傷で一命を取り留めた。この記者は、津波に飲み込まれながらも必死にカメラのシャッターを切り、その様子を国土交通省釜石港湾事務所職員が事務所屋上から撮影し、この写真がイギリス最大手の新聞デイリー・メールでも報じられた。この記者は同新聞社退職後、2016年3月までFM岩手の釜石支局員として同支局制作のラジオ番組『ふるさと元気隊・釜石やっぺしFM』や2014年4月より同支局が運営を受託しているかまいしさいがいエフエムの番組にレギュラー出演する他、支局長を務めた。

### 『復興釜石新聞』
震災後、前記の通り新聞の再発行を模索し続けていた元社員11人によって「合同会社釜石新聞社」が設立。被災を免れた住宅の一室を仮の事務所とし、当面は市の広報を請け負う形で、2011年6月11日より「復興釜石新聞」として週2回（水曜日と土曜日・4ページ刷）発行、再出発を切った。印刷は盛岡タイムスに委託している。
2014年9月で助成が終了、10月から有料化され現在に至る。2015年7月には市の第三セクターが運営するWEBサイト「縁とらんす」へのニュース提供を開始。